# Stazione di Ōami
La stazione di Ōami (大網駅?, Ōami-eki) è una stazione ferroviaria situata nella città di Ōamishirasato, nella prefettura di Chiba, in Giappone. La stazione è servita dalla linea Sotobō, ed è capolinea della linea Tōgane della JR East.

## Linee
East Japan Railway Company
■ Linea Sotobō
■ Linea Tōgane

## Struttura
La stazione, realizzata su viadotto è dotata di un marciapiede a isola centrale con due binari passanti per la linea Tōgane, e di due banchine laterali con due binari per la linea Sotobō. Il mezzanino si trova al piano terra, sotto il piano del ferro, ed è collegato ai binari da ascensori, scale fisse e mobili.
| 1   | ■ Linea Sotobō | per Mobara, Katsuura e Awa-Kamogawa |
| 2   | ■ Linea Sotobō | per Soga, Chiba e Tokyo             |
| 3-4 | ■ Linea Tōgane | per Tōgane e Narutō                 |

## Stazioni adiacenti
| «            | Servizio      | »            |
| Linea Sotobō | Linea Sotobō  | Linea Sotobō |
| ------------ | ------------- | ------------ |
| Toke         | Locale Rapido | Nagata       |
| Linea Tōgane |               |              |
| Toke         | Locale Rapido | Fukudawara   |